# Гажан (Арьеж)
Гажа́н (фр. Gajan) — коммуна во Франции, находится в регионе Юг — Пиренеи. Департамент коммуны — Арьеж. Входит в состав кантона Сен-Лизье. Округ коммуны — Сен-Жирон.
Код INSEE коммуны — 09128.

## Население
Население коммуны на 2008 год составляло 297 человек.
| 1962 | 1968 | 1975 | 1982 | 1990 | 1999 | 2008 |
| ---- | ---- | ---- | ---- | ---- | ---- | ---- |
| 143  | 180  | 201  | 210  | 281  | 290  | 297  |

## Экономика
В 2007 году среди 203 человек в трудоспособном возрасте (15—64 лет) 153 были экономически активными, 50 — неактивными (показатель активности — 75,4 %, в 1999 году было 75,1 %). Из 153 активных работали 147 человек (76 мужчин и 71 женщина), безработных было 6 (4 мужчины и 2 женщины). Среди 50 неактивных 17 человек были учениками или студентами, 21 — пенсионерами, 12 были неактивными по другим причинам.

## Достопримечательности
- Церковь, построенная в 1670 году
- Часовня Гажан